# Indian National Army

Fana för Indian National Army.

Indian National Army (INA), är en väpnad styrka, som sattes upp under andra världskriget under ledning av kapten Mohan Singh. Ledningen övergick senare till Subhas Chandra Bose. INA kämpade på den japanska sidan under striderna i Sydostasien, bland annat i Burma.

## Historia
Trupperna som ingick i INA rekryterades i första hand bland de indiska krigsfångar från den brittisk-indiska armén vilka tillfångatagits av japanerna. Efter kriget försökte den brittiska kolonialmakten ställa tre höga INA-officerare inför rätta för att de stridit mot britterna. Rättegångarna ledde dock till omfattande protester bland indierna som såg de åtalade som självständighetskämpar och rättsprocesserna blev gnistan till omfattande myterier bland de indiska kolonialtrupperna. Åtalen lades ner och Indien blev självständigt inte långt efter, delvis som en konsekvens av protesterna mot rättegångarna. 